# アイオワ・ワイルド
アイオワ・ワイルド（Iowa Wild）は、アメリカ合衆国アイオワ州デモインに本拠を置くアメリカン・ホッケー・リーグのチーム。本拠地はウェルズ・ファーゴ・アリーナ。NHLのミネソタ・ワイルド傘下。
1994年にインターナショナル・ホッケー・リーグのチームヒューストン・エアロズ（Houston Aeros）として結成。2001年の消滅後はAHLに移籍。2013年4月18日にアイオワ州デモインに移転することが発表された。

## タイトル
- IHL優勝：1998-99
- カルダー・カップ：2002–03